# Horgau
Horgau település Németországban, azon belül Bajorországban. Lakosainak száma 3006 fő (2023. december 31.). Horgau Aystetten és Kutzenhausen községekkel határos.

## Népesség
A település népessége az elmúlt években az alábbi módon változott:
| Lakosok száma | 582  | 805  | 1767 | 2515 | 2539 | 2568 | 2587 | 2834 | 2998 | 3006 |
|               | 1875 | 1950 | 1975 | 2011 | 2013 | 2014 | 2016 | 2019 | 2021 | 2023 |